# Безбожник (Брянская область)
Безбо́жник (во 2 половине XX века также назывался Большевик) — упразднённый в 2015 году посёлок в Гордеевском районе Брянской области, в составе Мирнинского сельского поселения. Располагался в 3 км к юго-востоку от села Кожаны. Постоянное население с 2007 года отсутствовало.

## История
Возник около 1930 года; до 1959 года входил в Смяльчский сельсовет, в 1959—2005 годах в Кожановском сельсовете. В период временного расформирования Гордеевского района — в Клинцовском (1963—1966), Красногорском (1967—1985) районе.
Упразднён законом Брянской области от 28 сентября 2015 года № 74-З в связи с фактическим отсутствием жителей.
| Годы      | 1979 | 1989 | 2002 | 2010 |
| --------- | ---- | ---- | ---- | ---- |
| Население | 72   | 39   | 2    | 0    |